# Женижок Кокоев
Кокоев или Женижок Коко уулу (настоящее имя — Ото)) (кирг. Жеңижок Өтө Көкө уулу; 1860, Сары-Кобо (ныне Манасского района Таласской области Кыргызстана) — 1918, Жаны-Жол (ныне Аксыйский район)) — киргизский поэт, акын, мыслитель и гуманист конца XIX—начала XX веков.

## Биография

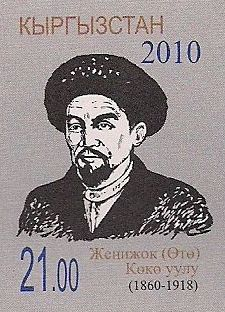
Почтовая марка Кыргызстана, посвящённая 150-летию выдающегося кыргызского поэта Женижока Коко уулу, 2010 г.

Родился в семье бедняка.Рано лишившись родителей, Женижок был вынужден покинуть родные места и переселиться в Кара-Суу.
Уже будучи подростком, пел известные дастаны «Кожожаш», «Эр Тештук», эпос «Семетей».
Будучи акыном, свои произведения не записывал. Народная память сохранила лишь тексты его «терме».
Автор многих песен-нравоучений, наставлений, обличений и тому подобных, а также «терме» философского содержания, в том числе, о своём времени («заман ыры»). Импровизированное состязание двух акынов Женижока с Эсенаманом считается классическим примером «айтыша».
В советское время творчество акына Женижока Кокоөка уулу характеризовалось, как «реакционно-мистическое», и начало издаваться лишь с 1982 года.

## Память
- Имя акына носит улица в Джалал-Абаде.
- Имя акына носит улица в г.Бишкек ж/м Кок-жар